# Flughafen Nairobi Wilson International

i7
i11
i13
Der Flughafen Nairobi Wilson International (auch: Wilson Airport, IATA-Code: WIL, ICAO-Code: HKNW) liegt etwa sechs Kilometer südlich des Stadtzentrums von Kenias Hauptstadt Nairobi und befindet sich seit 1929 in Betrieb, ursprünglich unter dem Namen Nairobi West Aerodrome.

## Geschichte
Im Jahr 1928 wurde von der vermögenden Farmerswitwe Florence Wilson und dem britischen Piloten Thomas Campbell Black am heutigen Standort des Flughafens (damals einfach eine freie Fläche) die Fluggesellschaft Wilson Airways gegründet, womit erstmals Nairobi an die im Aufbau befindliche Luftfahrt Ostafrikas angebunden wurde. Mit zunächst einer einzigen de Havilland DH.60 Moth wurde der Flugbetrieb aufgenommen. Bis zum Ausbruch des Zweiten Weltkrieges 1939 war die Flotte bereits auf 17 Flugzeuge angewachsen und bot ein Ambulanzflugzeug sowie eine Flugschule.
Im Krieg wurden Flugzeuge, Einrichtungen und Personal von der Regierung in die British Auxiliary Air Unit (später Bestandteil der Royal Air Force) eingezogen, was für die Fluggesellschaft das wirtschaftliche Ende bedeutete. Der Flugplatz jedoch blieb erhalten. Nach Kriegsende siedelten sich hier weitere Unternehmen an, und Wilson Airport wurde zum wichtigsten Flughafen Kenias. Am 24. Januar 1962 wurde in Anwesenheit des damaligen Minister für Wirtschaft, Industrie und Kommunikation, Masinde Muliro, zu ehren seiner Gründerin eine Gedenktafel am Wilson Airport enthüllt.
Bedingt durch das rapide Wachstum der Stadt Nairobi liegt der Flughafen heute in der Stadt, und die Zunahme des Luftverkehrs und der Einsatz großer Passagierflugzeuge machten in den späten sechziger und siebziger Jahren den Bau eines neuen Flughafens außerhalb Nairobis erforderlich. Wilson Airport dient heutzutage sowohl dem inländischen als auch dem internationalen Flugverkehr und ist mit jährlich etwa 120.000 Starts und Landungen einer der verkehrsreichsten Flughäfen Afrikas. Neben dem zweiten Flughafen der Stadt Nairobi, Eastleigh Airport, der heute ausschließlich vom Militär und der Polizei genutzt wird, und dem neuesten, 1958 eröffneten, Flughafen Jomo Kenyatta International, welcher aufgrund seiner modernen Ausstattung primär dem Linienverkehr dient, ist Wilson Airport der hauptsächliche Flughafen für die Allgemeine Luftfahrt.
Der Flughafen wird vor allem von Organisationen im Bereich Tourismus und Landwirtschaft genutzt, aber auch kirchliche und humanitäre Organisationen, sowie kleinere Charterunternehmen und mehrere Flugschulen sind dort fest stationiert. Auch der historische Aero Club of East Africa ist dort ansässig, der durch die Autorinnen Beryl Markham und Karen Blixen ebenfalls international bekannt wurde.

## Besonderes
Es muss für sämtliche Flüge, ausgenommen Platzrunden- oder lokale Schulungsflüge ohne Zwischenlandung, eine Zollerklärung abgegeben werden. Die Aufgabe eines Flugplans ist ebenfalls immer erforderlich. Das Flugwetter ist beinahe das ganze Jahr über gut. Während der Regenzeiten können in Platznähe große äquatoriale Gewitterwolken entstehen, und es kann für einige Wochen von Südwesten her eine teilweise sehr dichte Bewölkung aufkommen. Diese kann von kleineren Flugzeugen in der Regel nicht überflogen werden. Allerdings ist dies nur in Flughafennähe von fliegerischer Bedeutung. In südlicher Richtung hören die Wolken in der Regel unmittelbar nach erreichen des Rift Valley auf. Am südlichen Ende der Ngong-Berge (nicht jedoch die Magadi-Seite) kann man die Kontrollzone bei fast jeder Wetterlage verlassen.
Während der trockenen Jahreszeit übersteigen die Tageshöchsttemperaturen fast immer 30 °C, wodurch die Dichtehöhe beim Start besonders zu berücksichtigen ist.

## Zwischenfälle
- Am 15. November 1949 überrollte eine Avro York C.1 der Royal Air Force (Luftfahrzeugkennzeichen MW297) bei der Landung auf dem Flughafen Nairobi-Wilson das Landebahnende und schleuderte herum, wobei ein Fahrwerksbein zusammenbrach. Die Piloten hatten den Flughafen mit dem nahegelegenen Militärflugplatz Eastleigh verwechselt. Alle Insassen überlebten den Unfall. Das Flugzeug wurde irreparabel beschädigt.[2][3]

- Am 11. Oktober 2019 überrollte eine Fokker 50 der Silverstone Air Services (5Y-IZO) beim Start auf dem Flughafen Nairobi-Wilson das Startbahnende um 300 Meter und kam in morastigem Gelände zwischen einigen Bäumen zum Stillstand. Alle 55 Insassen, 5 Besatzungsmitglieder und 50 Passagiere, überlebten den Unfall; 2 Passagiere wurden leicht verletzt. Das Flugzeug wurde irreparabel beschädigt.[4]